# Konsensus
Konsensus är överenskommelse inom en grupp människor. Ordet konsensus syftar dels på själva överenskommelsen, dels den teori och de handlingssätt som används för att uppnå denna överenskommelse. I snäv mening är konsensus samma som enhällighet, men i vidare mening finns enhällighet när alla är för något, konsensus när ingen är emot. Konsensus är ofta kopplat till solidaritet med gruppen.
En juridisk term för en överenskommelse mellan två eller fler människor kan benämnas samtycke. Den fungerar som en sort ansvarsfrihet.

## Definition
Till processen för att uppnå konsensus hör en seriös behandling av varje gruppmedlems åsikt, liksom kollektivets tro på varje medlems rätt att besluta om sina handlingar. I idealfallet strävar de som önskar genomföra ett visst beslut efter att höra åsikter från de som är emot förslaget, eftersom de litar på att den debatt som följer kommer att förbättra det beslut som senare fattas.
Det händer sällan att ett konsensusbeslut kan uppnås utan att den grupp som är emot förslaget fäller avgörandet. Till teorin om konsensusbeslut hör också att beslutsprocessen utförs på ett sådant sätt att så liten skada som möjligt åsamkas de mellanmänskliga relationerna.[källa behövs]

### Enhällighet och konsensus
Ibland sägs att ett beslut taget i konsensus är ett beslut som uppnåtts i enhällighet. Det behöver dock inte alltid innebära att alla tycker exakt lika. Även i en vanlig majoritetsdemokrati accepterar man beslut som fattats genom omröstning även om man själv hade en annan åsikt. Skillnaden ligger i att konsensusbeslut i allmänhet tas kring förslag som alla kan acceptera, även om det fattade beslutet inte är någons egentliga förstaförslag. I vanliga majoritetsomröstningar tar man dock gärna beslut som en majoritet är för men en avsevärd minoritet starkt motsätter sig. Konsensusbeslut består sålunda ofta av kompromisser.
En som forskat kring begreppet konsensus är Christoph Haug, lektor och forskare inom möteskultur på Göteborgs universitet, och enligt honom finns det tydliga skillnader mellan konsensus och enhällighet (enighet). Enligt honom föreligger enhällighet när alla är för något, medan konsensus föreligger när inget är emot detsamma.
Skillnader mellan enhällighet och konsensus och framlagts av den franske sociologen Philippe Urfalino. Han menar att enhällighet endast kan nås när alla bildar en egen uppfattning i en viss fråga och att alla senare röstar för det alternativet. Konsensus kan dock innebära att en del eller till och med de flesta kan tiga och på så sätt möjliggöra ett beslut trots bristen på uttalad samstämmighet mellan många eller de flesta. Filosofen Margaret Gilbert kom 1987 fram till samma slutsats som Urfalino, det vill säga att konsensusbeslut inte behöver vara en summa av individernas beslut.
Kollektiva beslut fattas i de flesta fall via konsensus. Detta är populärt, eftersom beslut via konsensus gör det möjligt för människor att låta personer som de ser som kompetenta eller/och litar på fatta beslut i deras ställe. Samma princip är grundläggande i en representativ demokrati (där medborgarna väljer sina representanter till olika maktpositioner), att jämföra med direktdemokrati (där alla medborgare är mer konkret delaktiga i beslutsfattandet).

### Fyra olika typer
Minst fyra olika typer av konsensus i samband med överläggningar kan identifieras, åtminstone enligt Haug (2015). Dessa är påtvingad, via acklamation, grundläggande och deliberativt. Skillnaden mellan dessa fyra är hur mycket möjlighet till uttryck för avvikande åsikter som möteskulturen tillåter.
- Påtvingad konsensus – mötesledaren förutsätter att mötet är överens (när ingen opposition yttrats) och går vidare till nästa ämne.
- Konsensus via acklamation – åsiktsutbyte tilhör kulturen, men dess officiella syfte är att uttrycka ett samtycke, inte en avvikande åsikt.
- Grundläggande/enkel konsensus – åsiktsutbyte uppmuntras tydligare, även när det gäller avvikande åsikter.
- Deliberativ konsensus – här uppmuntras till att lyfta olika åsikter, utifrån en medvetenhet och oro om att oliktänkande inte ska "tystas".

### Övriga karaktäristika
Konsensus är inte nödvändigtvis en jämlik form av kollektivt beslutsfattande. Denna beslutsmetod skänker acceptans till ojämlikheten mellan de individuella bidragen till kollektivets beslutsfattande.
Konsensus är därmed inte naturligt demokratisk, men dess fördelar är kanske främst att man kan nå beslut utan att skapa splittring. Om alla skulle tvingas att uttrycka sina åsikter skulle fler avvikande åsikter behöva behandlas, vilket skulle göra politiska skiljelinjer skarpare och fler potentiella konflikter komma upp till ytan.
Baksidan av en utpräglad konsensuskultur kan vara att den syftar till anpassning och kan leda till en rädsla för konflikter. Vidare kan konsensuskultur skapa minskat utrymme för nytänkande och ofta även moralisk hållningslöshet.

## Olika länder och sektorer

### Sverige
Sverige är ett land som ofta anses ha en utpräglad konsensuskultur. Detta innebär en strävan till att inkludera allas röster inför olika beslut. Folklivsforskaren Dan Korn menar att detta kulturella särdrag har djupa rötter, tillbaka till socken- och byastämmor men även ledung hos vikingar och landskapsting. Resultatet av en sådan beslutskultur är en känsla av tillhörighet och trygget, men samtidigt kan nytänkande och handlingskraft hämmas.
Inte minst är konsensuskulturen väl spridd inom den offentliga sektorn. Det är en miljö där fattade beslut berör många och där lång planering och diskussion kan skapa genomtänkta beslut. Dessutom är detta ofta en miljö med en stor andel kvinnliga deltagare (numera även på chefsnivå), och traditionellt ses kvinnligt präglade miljöer ofta ha en mindre hierarkisk maktstruktur.
Kritik mot konsensus som kultur har ofta kommit från liberala debattörer  men även från andra delar av det politiska spektrument. Konsensuskultur har på så sätt blivit ett värdeladdat ord för något som i längden kan riskera att minska demokratin och yttrandefriheten.

### Akademin
Akademisk verksamhet har konsensus som en av sina grundförutsättningar. Platser där människor samlas för att tillsammans skapa och sprida kunskap förutsätter att man blir överens om vad som är sant och relevant.
En utpräglad konsensuskultur kan även ha ideologiska förtecken. Bland annat har detta debatterats i samband med den moderna universitets- och högskolevärlden och kritik mot en upplevd cancelkultur som kan hota den akademiska friheten, forskningen och yttrandefriheten i den högre utbildningen. Debatten omkring detta har efter millennieskiftet ökat ibland annat USA, Storbritannien och Sverige, och vissa debattörer ser hot om en likriktning av åsikter.
I Sverige har diskussionen bland annat varit kopplad till åsikter om en ideologiskt präglad konsensuskultur som gynnats av ett starkt fokus på jämställdhet och jämlikhet inom både utbildningsväsendet och det omgivande samhället.